# فارينيكلين
فارينيكلين (بالإنجليزية: Varenicline)، المعروف باسمه التجاري شامبكس (بالإنجليزية: Champix)، هو الدواء الذي يساعد المدخنين على الإقلاع عن التدخين.
وأوضح الباحثون في مستشفى مايو كلينيك بولاية مينيسوتا الأميركية في دراستهم التي نشرت في دورية «جاما» العلمية، أن تناول عقار «فارينيكلين» بانتظام لمدة 24 أسبوعا يساعد المدخنين على الإقلاع عن التدخين.
وأجريت الدراسة على 1510 من المدخنين لاختبار مدى فعالية العقار في مساعدة المدخنين الذين كانوا على استعداد لخفض عدد السجائر التي يدخنونها تدريجيا.
ووجد الباحثون أن 50% من المشاركين استطاعوا أن يقلعوا عن التدخين بشكل تدريجي في غضون 24 أسبوعا باستخدام عقار «فارينيكلين»، بالمقارنة مع المشاركين الذين استخدموا عقارا وهميا.

## التحضير

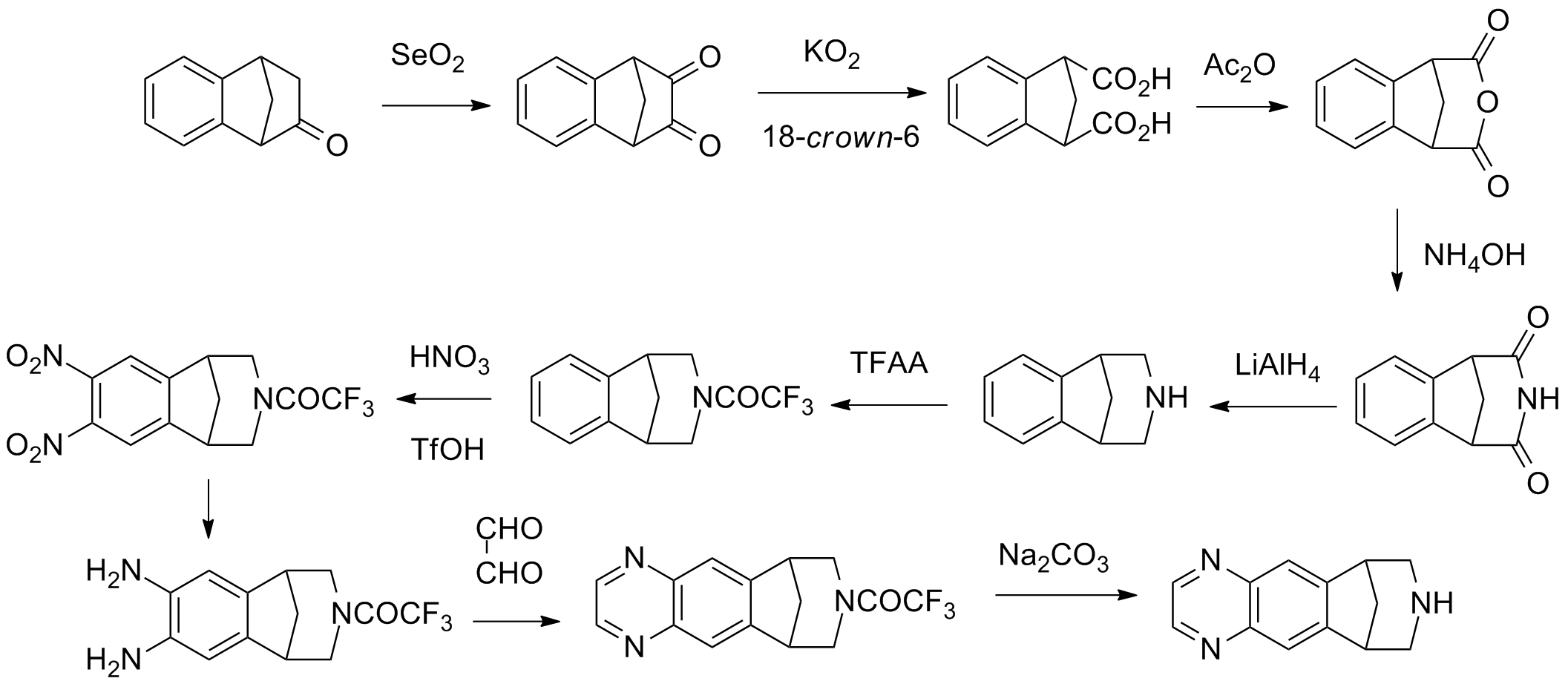
عملية تخليق الفارينكلين

## الاستعمال الطبي
يشار إلى الفارينكلين كدواء الإقلاع عن التدخين. في تجربة عشوائية مراقبة 2006 برعاية شركة فايزر، بعد عام واحد كان معدل الامتناع المستمر 10٪ للأقراص الوهمية، 15٪ للبوبروبيون و 23٪ للفارينيكلين. في 2009 تحليل تلوي مع 101 دراسة ممولة من قبل شركة فايزر، تم العثور على ان الفارينكلين يكون أكثر فعالية من البوبروبيون (نسبة الرجحان 1.40) وNRTs (خلاف نسبة 1.56).
مراجعة منهجية كوكرين (Cochrane systematic review) استنتجت أن فارينيكلين يحسن احتمالية نجاح الإقلاع عن التدخين مرتين إلى ثلاث مرات مقارنة مع محاولات عدم استخدام أدوية مساعدة.فارينيكلين كان أكثر فاعلية من bupropionمن هذه الناحية ولكن ليس أعلى إحصائياً من NRT .
وافقت إدارة الغذاء والدواء في الولايات المتحدة الأمريكية على استخدام الفارينيكلين لغاية 12 أسبوع. وفي حال نجاح الإقلاع عن التدخين يمكن الإستمرار باستخدامه ل 12 اسبوع آخر. لم يتم إجراء دراسات حول استخدام فارينيكلين للأعمار اقل من 18 عام أو النساء الحوامل ولذلك لا ينصح باستخدامه لهذه الفئات. يعتبر الفارينيكلين من مجموعة C من حيث استخدامه للحوامل (ليس له آثار جانبية وفقاً لدراسات أجريت على الحيوانات والبشر ولكن هذه الدراسات ليست كافية)، وفقاً لدراسات أجريت على الحيوانات لم تظهر أي زيادة في تسبيب تشوهات خلقية في حال استخدامه؛ ولكن لا توجد معلومات من دراسات على البشر. دراسة بالملاحظة يتم إجرائها حاليأ تقيم التشوهات المرتبطة بالتعرض للفارينيكلين؛ ولكن لم تظهر نتائج بعد. يفضل استخدام دواء بديل للإقلاع عن التدخين خلال فترة الإرضاع لعدم توافر المعلومات الكافية وبناءً لدراسات الحيوانات على النيكوتين.

## الآثار الجانبية
الاثار الجانبية الرئيسية لهذا الدواء تشمل: الغثيان، التقيؤ، الصداع، أحلام غريبة، الامساك، الدوخة، جفاف الفم، اضطراب النوم، وفي حالات نادرة قد يصاب المرء بحالات الاضطراب النفسي مثل: الاكتئاب والافكار الانتحارية.
الغثيان هو من أكثر الأعراض الجانبية المصاحبة لاستخدام الفارينيكلين. وهناك بعض الأعراض الأقل شيوعاً منها الصداع، صعوبة النوم، والأحلام الغريبة. من الأعراض نادرة الحدوث التي بلغ عنها المرضى الذين يأخذون الفارينيكلين مقارنة مع الدواء الوهمي هي اختلاف في المذاق،التقيؤ، آلام في منطقة البطن، انتفاخ البطن، والإمساك. وفي بحث تحليلي تلوي صدر مؤخراً من Leung et al. قدّر أنه من بين كل 5 اشخاص يتناولون جرعة المداومة من الفارينيكلين، ستحدث حالة غثيان، وبين كل 24 و 35 شخص معالج سوف يكون هناك حالة إمساك وحالة انتتفاخ على التوالي. الآثار الجانبية المتعلقة بالجهاز المعدي المعوي تؤدي إلى انقطاع تناول الدواء بنسبة تتراوح بين 2% إلى 8% من الاشخاص المستخدمين للفارينيكلين. احتمالية حدوث الغثيان تتعلق بالجرعة: احتمالية الغثيان كانت أعلى عند الأشخاص الذين أخذوا جرعة أعلى (30%) مقابل الدواء الوهمي (10%) بالمقارنة مع الأشخاص الذين أخذوا جرعة أقل (16%) مقابل الدواء الوهمي (11%).

### الاكتئاب والإنتحار
في نوفمبر2007 أعلنت إدارة الغذاء والدواء في الولايات المتحدة عن تلقيها تقارير عن أفكار للانتحار وتصرفات انتحارية وسلوك غريب وحالات نعاس بين الأشخاص الذين يستخدمون فارينيكلين للإقلاع عن التدخين. منذ 1 تموز عام 2009 طلبت إدارة الغذاء والدواء الأمريكية وضع صندوق التحذيرات الأسود على العلبة والذي يستدعي التوقف عن استخدام الدواء في حال حدوث أي من هذه الأعراض. الملصقة توضح أن تحليل مجموع 18 عينة سريرية تجريبية عشوائية شاملة 8,521 شخص وجدت نسب متشابهة من الأحداث النفسية عند استعمال العلاج أو الدواء الوهمي، ونتائج مشابهة تم الحصول عليها في 4 دراسات بالملاحظة شاملة 10,000 إلى 30,000 مستخدم فارينيكلين. يجب على مستخدمين الدواء ان يرجحوا بين المضار الناتجة للاستخدام مقارنة مع فوائده، حيث تم الملاحظة بأن" الاستمرار باستخدام الفارينيكلين يزيد احتمالية الامتناع عن التدخين لمدة سنة مقارنة باستخدام الدواء الوهمي". و "الفوائد الصحية للامتناع عن التدخين مباشرة وكبيرة. ""
في مراجعة منهجية أجريت عام 2014 لم يتم إيجاد دلائل عن زيادة خطر الانتحار. ولكن مراجعة إنتاج فكري أفادت أن الفارينيكلين يمكن أن يجعل الأعراض النفسية أسوء عند الأشخاص الذين يعانون من الاكتئاب.

### الأمراض القلبية الوعائية
في حزيران عام 2011، أصدرت إدارة الغذاء والدواء في الولايات المتحدة إعلان سلامة يتضمن بأن الفارينيكلين ممكن أن يكون مرتبطاً ب " زيادة طفيفة في خطر حصول الحوادث القلبية الوعائية عند الأشخاص الذين يعانون من أمراض قلبية وعائية من قبل."" ولكن مراجعة أجريت في عام 2014 لم تدعم صحة هذه المخاوف.
وجدت مراجعة سابقة أجريت في عام 2011 زيادة خطر حصول حوادث قلبية وعائية مقارنة مع الدواء الوهمي. تعليق خبراء في الصحيفة ذاتها أثارت الشكوك حول منهجية المراجعة، مخاوف رددتها وكالة الأدوية الأوروبية. التي حظيت باهتمام خاص كانت«العدد النخفض من الأحداث التي شوهدت، أنواع الأحداث التي تم إحصائها، ارتفاع معدل الانسحاب في الأشخاص الذين يأخذون الدواء الوهمي، عدم توافر المعلومات حول توقيت الأحداث، واستبعاد الدراسات التي لم يتعرض فيها أي شخص لحدث.»
في المقابل، وجد تحليل تلوي في عام 2012 ركّز على أحداث حصلت خلال التعرض للدواء أو خلال 30 يوم بعد قطع الاستخدام انه لا زيادة في الأحداث القلبية الوعائية الخطيرة الضّارة عند استخدام الفارينيكلين.

## الجرعة
الجرعة الأولى: 0.5 ملغم مرة واحدة في اليوم خلال أول 3 أيام من العلاج، وبعد يتم تناول الجرعة مرتين في اليوم خلال 4 أيام التالية، وفي النهاية تصل جرعة الدواء لـ 1 ملغم مرتين في اليوم.
- عدد الجرعات: في أول 3 أيام من العلاج، عن تناول الدواء مرة واحدة في اليوم، بعد ذلك ترتفع وتيرة تناول الدواء لتصل إلى مرتين في اليوم. هذا العلاج معد لمدة 12 اسبوعا، وفي حال كان تاثير العلاج ايجابيا من الممكن الاستمرار بالعلاج لمدة 12 اسبوعا اضافيا.
- بداية الفعالية: يجب التوقف عن العلاج قبل اسبوع أو اسبوعين من التوقف عن التدخين، لان هذه الفترة الزمنية هي الفترة التي يحتاجها العلاج للتاثير على الرغبة بالتدخين.
- مدة الفعالية: يدور الحديث حول علاج الذي يمتد لـ 12 اسبوعا مع امكانية تجديدها لـ 12 اسبوعا اضافيا، فيما إذا كان تاثير العلاج ايجابيا.
- نسيان الجرعة: إذا حصل نسيان تناول الجرعة يجب تناولها فورا في حال التذكر، ماعدا في حال اقتراب موعد الجرعة التالية، حينها يجب الامتناع عن تناول الجرعة المنسية ويجب استئناف العلاج كالمعتاد.

## آلية عمل الدواء
فارينيكلين (Varenicline) هو الدواء الذي يعمل عن طريق التحفيز والارتباط بالمستقبلات الدماغية، التي تسبب الإدمان على النيكوتين. فهي تحفز هذه المستقبلات وهكذا تهيج الدماغ كانه مشابه للنيكوتين، وعن طريق هذا الامر باستطاعة هذا الدواء تقليص الرغبة بالتدخين، وهكذا الحد من اعراض الفطام التي تصعب كثيرا عملية التوقف عن التدخين.
يحفز مستقبلات الأسيتايلكولين الخاصة بالنيكوتين من نوع (ألفا 4 – بيتا 2) في الدماغ ويعمل على تخفيف الشوق (Craving) للتدخين.
بالإضافة إلى ذلك، فهذا الدواء يقلل من التأثير المطلوب للنيكوتين حينما يدخن المرء أثناء تناول العقار.
بذلك يعمل هذا الدواء بطريقتين للمساعدة في التغلب على الأعراض الانسحابية وتقليل الرغبة من ناحية ومن ناحية أخرى يعيق الاستمتاع بالسيجارة والنيكوتين عموما.

## التاريخ
استخدام نبات اللزان (Cytisus) كبديل للدخّان خلال الحرب العالمية الثانية  أدى إلى استخدامه للإقلاع عن التدخين في شرق أوروبا وفي استخراج ال cytisine . نظائر ال Cytisine أدت إلى فارينيكلين في Pfizer.
فارينيكلين حصل على «مراجعة أولوية» من قبل إدارة الغذاء والدواء في الولايات المتحدة في فبراير 2006، مما أدى إلى تقصير الفترة المعتادة للمراجعة وهي 10 أشهر إلى 6 أشهر نظراً لفعاليته المبينة في التجارب السريرية وابتعاده عن المسائل المتعلقة بالسلامة. موافقة الوكالة على الدواء جاءت في 11 مايو، 2006. في 1 أغسطس 2006، فارينيكلين قدّم متوفراً للبيع في الولايات المتحدة وفي 29 سبتمبر 2006، تمت الموافقة لبيعه في الاتحاد الأوروبي.

## وصلات خارجية
- Manufacturer's website USA
- Manufacturer's website UK نسخة محفوظة 12 نوفمبر 2013 على موقع واي باك مشين.
- FDA Alert
- Package insert